# 祝千·洛藏年智成来嘉措
祝千·洛藏年智成来嘉措（？—？）民族及籍贯不详，第十一世祝千活佛。

## 生平
洛藏年智成来嘉措是第十世祝千活佛洛藏年智嘉措之后的第十一世祝千活佛。其后，为第十二世祝千活佛洛藏年智丹增嘉措。